# Řeřišnice

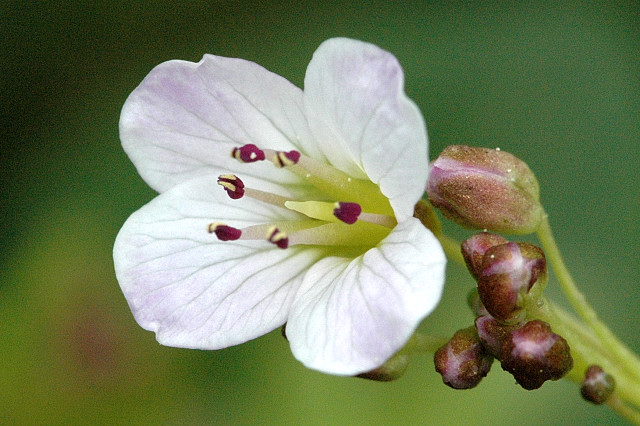
Méně častá řeřišnice hořká (Cardamine amara) s nafialovělými květy

 Řeřišnice (Cardamine) je obsáhlý rod nižších až středně vysokých bylin z čeledě brukvovitých.

## Rozšíření
Roste v mnoha druzích téměř po celém světě, neroste v oblastech polárních, suchých pouštních a polopouštních, jakož i na územích s vyloženě tropickým podnebím. V České republice roste 11 druhů.
Většina druhů jsou rostliny mezofytické, některé jsou helofytické např. Cardamine lyrata. Rostou na vlhčích půdách, snášejí chladnější podmínky a mohou vytvářet květy i při částečném zastínění.

## Popis
Jsou to jednoleté, víceleté nebo i vytrvalé rostliny s křehkými lodyhami poléhavými nebo vystoupavými do výšky nejvýše 60 cm. Některé druhy mají přízemní růžice listů. Lodyžní listy vyrůstají střídavě ve spirále, bývají řapíkaté nebo přisedlé, bez palistů. Rostliny mívají listy jednoduché nebo jednou či dvakrát zpeřené, nebo směsici současně. Listové čepele mají okraje celistvé, pilovité nebo zubaté, některé jsou chlupaté. Listy mají obecně u řeřišnic velkou rozmanitost.
Hermafroditní cyklické květy na stopkách, více méně pravidelné, jsou uspořádány obvykle do chocholíků nebo hroznů. Květní lůžka jsou bez gynoforů, češule chybí. okvětí je rozlišené na kalich a korunu. Kalich má 4 volné zelené lístky, poněkud od sebe oddálené, uspořádané do 2 přeslenů. Koruna má 4 lístky v přeslenu, střídavě uspořádané s kališními, jsou šupinovitě kladené nebo částečně zkroucené, barvy bílé, narůžovělé nebo slabě purpurové, mohou být natržené. Tyčinky jsou 4 nebo 6, shodně nebo různě dlouhé, patyčinky nebývají. Synkarpní gyneceum je složeno se dvou plodolistů. Svrchní semeník je dvoupouzdrý, druhotně dělený nepravou blanitou přepážkou. Placentace je nástěnná. Jediná čnělka má dvoulaločnou bliznu.
Pokud jsou tyčinky různých délek, opylování nastává jak samoopylením, tak i přenosem cizího pylu na bliznu. Za deštivého počasí se prašníky delších tyčinek otvírají a zralý pyl padá přímo na bliznu. Za slunečného počasí se delší tyčinky stáčejí na délku krátkých, takže pyl se z nich vysypává na hmyz hledající pod tyčinkami nektar, na bliznu se nedostane. Hmyz se otírá o bliznu a nanese na ní domácí nebo cizí pyl.
Po opylení se ze semeníků vyvinou plody na stopkách. Jsou to tenké šešule, dlouhé 10 až 45 mm, s bezžilovými chlopněmi, které se po uzrání oddělují zdola nahoru a při tom se obloukovitě zkrucují. Semena jsou v šešulích v jedné řadě a mají kořínek uložený po straně, kde dělohy k sobě přiléhají. Bývá jich od 10 do 50, některá jsou okřídlena, jiné druhy svá semena rozstřelují do okolí.

## Využití
Hromadné využívání řeřišnice za nějakým záměrem je nulové. Některých druhů se používá v lidovém léčitelství nebo jako místní zpestření stravy.

## Taxonomie
Taxonomické zpracování rodu řeřišnice ještě není stabilizováno, předpokládá se celosvětově asi okolo 150 druhů. V České republice se vyskytují ve volné přírodě tyto druhy, některé jsou docela běžné a jiným hrozí vyhynutí:
- řeřišnice bahenní (Cardamine dentata) Schult.
- řeřišnice hořká (Cardamine amara) L.
- řeřišnice křivolaká (Cardamine flexuosa) With.
- řeřišnice luční (Cardamine pratensis) L.
- řeřišnice malokvětá (Cardamine parviflora) L.
- řeřišnice Matthioliho (Cardamine matthiolii) Moretti
- řeřišnice nedůtklivá (Cardamine impatiens) L.
- řeřišnice rýtolistá (Cardamine resedifolia) L.
- řeřišnice srstnatá (Cardamine hirsuta) L.
- řeřišnice trojlistá (Cardamine trifolia) L.
- řeřišnice vlaštovičníkovitá (Cardamine chelidonia) L.

## Ohrožení
Podle "Červený seznam cévnatých rostlin České republiky: třetí vydání" jsou mnohé druhy hodnoceny jako ohrožené a jsou zařazeny do těchto kategorií:
- C1 Kriticky ohrožené
  - (Cardamine amara subsp. opicii) řeřišnice hořká Opizova
  - (Cardamine parviflora) řeřišnice malokvětá
  - (Cardamine resedifolia) řeřišnice rýtolistá
- C3 Ohrožené
  - (Cardamine dentata) řeřišnice bahenní
  - (Cardamine trifolia) řeřišnice trojlistá
- C4a Téměř ohrožené
  - (Cardamine matthioli) řeřišnice Matthioliho